# Lisardo Barreiro
De nombre Lisardo Rodríguez Barreiro (Noya, 7 de enero de 1862 - Villagarcía de Arosa, 14 de mayo de 1943) fue un periodista, escritor, médico y farmacéutico gallego.

## Trayectoria
Publicó de muy joven sus primeros artículos de la mano de Don Ramón del Valle Bermúdez (padre de Valle Inclán) en su periódico “La Voz de Arosa”. Posteriormente se trasladó a Santiago de Compostela, donde estudió Farmacia y Medicina. En esta etapa universitaria inició una intensa actividad periodística, colaborando en infinidad de diarios (El Clamor del País, El Correo Gallego, El Clamor de Galicia, La Cítara, O tío Marcos de Portela,…) e incluso creando o dirigiendo otros (El Ciclón, El Tricornio). Fue además el primer redactor-viajero de “La Voz de Galicia”.
Al declararse la epidemia de cólera en 1885, cuando todavía estaba estudiando, solicitó formar parte del cuerpo de facultativos que se había formado para combatir la enfermedad, y fue destinado como Delegado en la Comisión de Inspección Sanitaria de Quereño.
Tras vivir un tiempo en Madrid, se casó y se afincó definitivamente en Villagarcía de Arosa. Como tenía que mantener a su numerosa familia, y sabía positivamente que los periódicos y la poesía no daban para vivir, centró su vida profesional en la farmacia, la medicina, y sus cargos como alto funcionario de sanidad e inmigración. Pero nunca dejó de publicar artículos y poemas en los más variados diarios y revistas a ambos lados del Atlántico: Follas Novas, Céltiga, Revista Gallega, La Tierra Gallega, Fray Prudencio, Galicia Moza, La ilustración española y americana, La Provincia, Suevia Literaria, Galicia Nueva. Fundó y dirigió asimismo los periódicos locales "El Rivereño", "Mi Tierra" y "El Freno".
En su farmacia en Villagarcía tuvo como aprendices a los que luego serían notables escritores Julio Camba, Manuel Lustres Rivas y Domingo Rial Seixó. La farmacia fue también famosa por sus tertulias, en las que participaban personajes como Enrique Gómez Carrillo, Núñez Búa, Castelao, Cabanillas, Valle-Inclán o Alfredo Vicenti.
Ingresó en la Real Academia Gallega el 22 de abril de 1939.
Lisardo R. Barreiro fue partícipe activo de los años más brillantes de la cultura gallega. Conoció y se relacionó con toda una serie de personajes que brillaron con luz propia en la literatura, el periodismo, la medicina, el derecho o la política: Rosalía de Castro, Manuel Curros Enríquez, Alfredo Brañas, Emilia Pardo Bazán, Manuel Murguía, Eduardo Pondal, Alejandro Pérez Lugín, Miguel Gil Casares, Valentín Paz Andrade,… Ello quedó reflejado (a decir del periodista Joaquín Pesqueira, que pudo leer el manuscrito) en su obra autobiográfica no publicada que llevaba por título “Evocaciones”.

## Obras
Escribió tanto en gallego como en castellano. Es autor del libro de poemas "Muestras sin valor" (1884), de la recopilación de reportajes "Esbozos y siluetas de un viaje por Galicia" (1890, Biblioteca Gallega), del libro de poemas "Escumas e brétemas" (1923) y de la mencionada autobiografía titulada "Evocaciones" que quedó sin publicar a su fallecimiento. Escribió también trabajos de carácter científico, entre los que sobresalen "El virrey de los metales", "La esencia de trementina", "El mildew" y "Riquezas olvidadas".